# Rekola vasútállomás
Rekola vasútállomás Finnországban, Helsinki településen található.

## Vasútvonalak
Az állomást az alábbi vasútvonalak érintik:
- Helsinki–Riihimäki-vasútvonal

## Kapcsolódó állomások
A vasútállomáshoz az alábbi állomások vannak a legközelebb:
- Korso vasútállomás (Riihimäki vasútállomás, Helsinki–Riihimäki-vasútvonal, T Helsinki - Riihimäki)
- Koivukylä vasútállomás (Helsinki Central, Helsinki–Riihimäki-vasútvonal, T Helsinki - Riihimäki, K Helsinki - Kerava)
- Korso vasútállomás (Kerava vasútállomás, K Helsinki - Kerava)